# كانو (موسيقي بريطاني)
كانو (بالإنجليزية: Kano) هو رابر ومنتج أسطوانات ولاعب كرة قدم بريطاني، ولد في 21 مايو 1985 في هام الشرقية في المملكة المتحدة. لعب مع تشيلسي ووست هام يونايتد.

## وصلات خارجية
- الموقع الرسمي
- كانو على موقع IMDb (الإنجليزية)
- كانو على موقع ميوزك برينز (الإنجليزية)
- كانو على موقع ميوزك برينز (الإنجليزية)
- كانو على موقع أول ميوزيك (الإنجليزية)
- كانو على موقع ديسكوغز (الإنجليزية)
- كانو على موقع قاعدة بيانات الفيلم (الإنجليزية)